# Steve Parry (Fußballspieler)
Stephen „Steve“ Parry (* 11. Dezember 1956 in Upton) ist ein ehemaliger englischer Fußballspieler.

## Karriere
Der aus West Yorkshire stammende Torhüter gehörte als Apprentice (dt. „Auszubildender“) dem Nachwuchsbereich des Viertligisten FC Barnsley an, als er im April 1974 17-jährig den Stammtorhüter der ersten Mannschaft, Gerry Stewart, bei einer 2:4-Niederlage beim FC Darlington vertrat. Zu vier weiteren Ligaeinsätzen kam er in der Saison 1974/75 zwischen dem 30. November 1974 und dem 22. Februar 1975, wie bei seinem Debüt endeten aber auch diese Spiele allesamt in Niederlagen. Im Dezember 1974 zum Profi aufgestiegen, wurde er im Sommer 1975 nicht mehr weiterverpflichtet und trat anschließend im höherklassigen Fußball nicht mehr in Erscheinung.